# TSPYL1
TSPYL1‏ (TSPY like 1) هوَ بروتين يُشَفر بواسطة جين TSPYL1 في الإنسان.